# Suctobelbella naranensis
Suctobelbella naranensis är en kvalsterart som beskrevs av Hammer 1967. Suctobelbella naranensis ingår i släktet Suctobelbella och familjen Suctobelbidae. Inga underarter finns listade i Catalogue of Life.